# Чарлтон (округ)
Ча́рлтон (англ. Charlton County) — округ штата Джорджия, США. Население округа на 2000 год составляло 10 282 человек. Административный центр округа — город Фолкстон.

## История
Округ Чарлтон основан в 1854 году.

## География
Округ занимает площадь 2022.8 км2.

## Демография
Согласно Бюро переписи населения США, в округе Чарлтон в 2000 году проживало 10 282 человек. Плотность населения составляла 5.1 человек на квадратный километр.